# José S. Conde
General José S. Conde fue un militar mexicano que participó en la Revolución mexicana. Nació en Coatepéc, Veracruz, el 22 de abril de 1888. Se graduó en la Escuela Normal de Jalapa y fue designado director de una escuela en Mocorito, Sinaloa. En 1910 representó a ese estado en el Congreso Nacional de Ecuación durante el gobierno de Porfirio Díaz. En 1911 regresó a trabajar en Coatepéc y en 1914 organizó una Guardia Civil para combatir a los invasores norteamericanos en Veracruz durante la Ocupación estadounidense de Veracruz de 1914. Después de esto, partió al sur y se adhirió a las bandas ligadas al zapatismo, alcanzando en el Ejército Libertador del Sur el grado de General de División. Murió en combate cerca de la Hacienda de Mahuixtlán, Veracruz, el 20 de diciembre de 1917. 